# Al-Yaqubí
Abu-l-Abbàs Àhmad ibn Ishaq ibn Jàfar ibn Wahb ibn Wàdih al-Yaqubí (àrab: أحمد اليعقوبي هو أبو العباس أحمد بن إسحٰق بن جعفر بن وهب بن واضح اليعقوبي, Abū l-ʿAbbās Aḥmad b. Isḥāq b. Jaʿfar b. Wahb b. Wādiḥ al-Yaʿqūbī) (Bagdad, ? - Egipte, després del 905), conegut simplement com a Àhmad al-Yaqubí o al-Yaqubí, fou un geògraf i historiador musulmà del segle ix. Va néixer a Bagdad, en data desconeguda. Era rebesnet de Wàdih, llibert del califa al-Mansur. Fins al 873 va viure a Armènia i al Khorasan, on va entrar al servei dels tahírides. Va viatjar a l'Índia i al Magreb i va arribar després a Egipte, on va morir no abans del 905 (si bé en algunes fonts se situa la seva mort el 897). Es creu que tenia certes simpaties pel xiïsme, segons es detecta a les seves obres. Les seves obres principals són: Tarikh ibn Wadih (‘Crònica d'Ibn Wàdih’) i Kitab al-buldan (‘Llibre dels països’), de geografia i que inclou descripcions del Magreb amb molta informació d'aquesta terra.